# Densimètre électronique

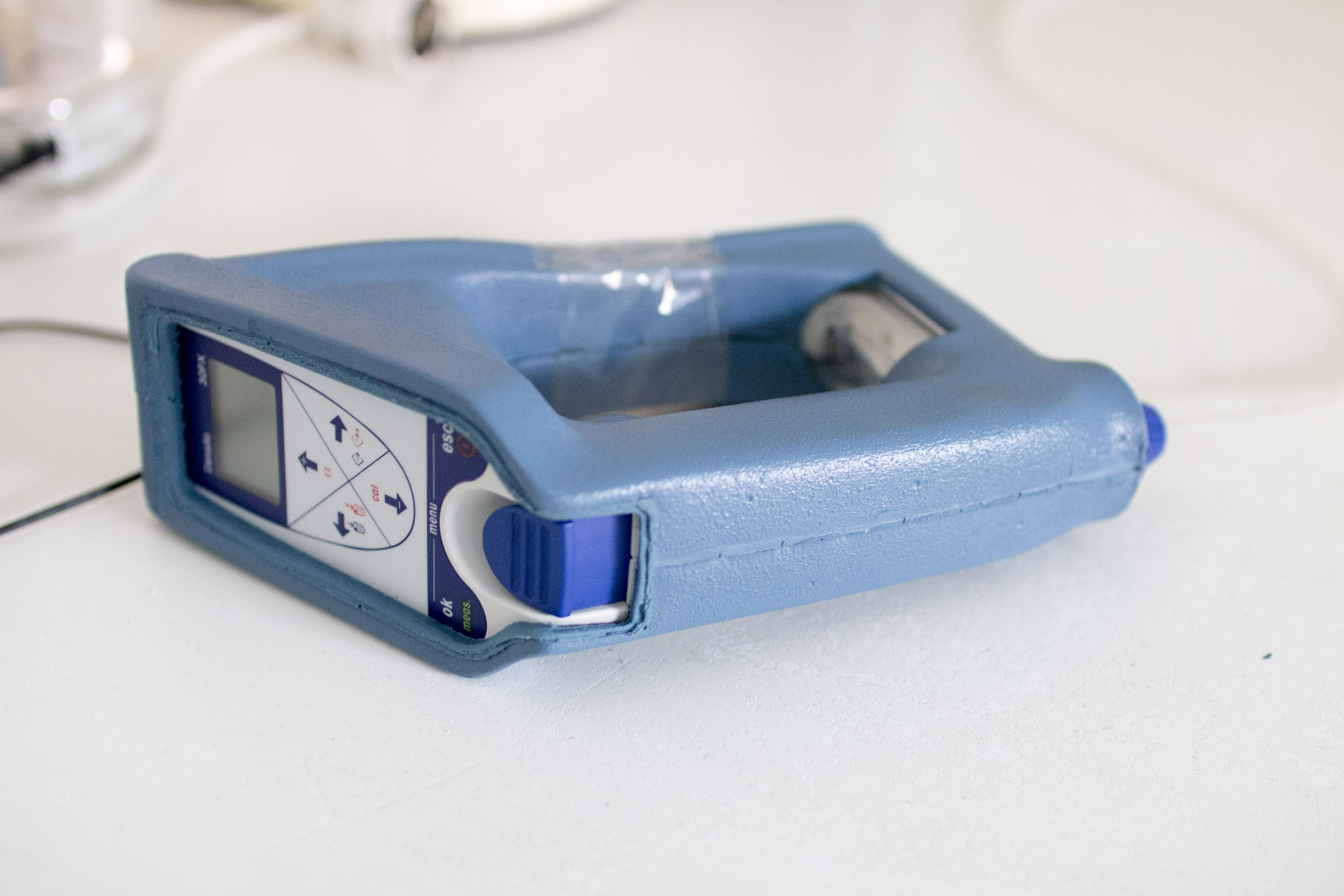
Densimètre électronique utilisé en œnologie.

Un densimètre électronique est un appareil de laboratoire de type détecteur de densité capable de faire des mesures de densité sur des liquides ou des gaz.
Il permet de déterminer rapidement des concentrations quand les tables de conversion densité/concentration existent ou tout simplement connaître le rapport masse/volume d'une substance à une température de référence.

## Principe de fonctionnement
Le densimètre électronique ou densimètre à tube en U oscillant a été inventé par le professeur Stabinger en 1967 et produit depuis cette date par la société Autrichienne Anton Paar.
Son principe de fonctionnement est basé sur le maintien en oscillation d'un tube en U généralement en verre borosilicate (volume environ 1 ml) dont la mesure de la fréquence résultante est directement proportionnelle à la masse volumique du liquide ou gaz injecté. Pour certaines applications nécessitant un travail à température élevée ou la mesure de liquides incompatibles avec le verre borosilicate (corrosion du verre par l'acide fluorhydrique (HF) par exemple), le tube en U peut être en Hastelloy C276 (inox) ou un autre alliage.
Attention : il est important de ne pas confondre le densimètre à tube en U oscillant et le densimètre à force de Coriolis dont le fonctionnement est différent.
L'équation suivante montre comment l'utilisation de la fréquence d'oscillation est transformée en mesure de masse volumique :
ρ = A*T² - B 
- ρ (rho) : masse volumique (densité)
- T : période d'oscillation, soit 1/f
- A : constante liée au coefficient d'élasticité du verre et la constante de rappel
- B : constante liée à la masse et le volume du tube en U.

Ainsi, pour déterminer une masse volumique, il suffit de déterminer A et B en injectant dans la cellule de mesure deux substances étalon qui sont en général l'air et l'eau (simple d'utilisation et disponible facilement pour tous) et résoudre ainsi le système obtenu de 2 équations à 2 inconnues (réalisé automatiquement sur les densimètres électroniques d'aujourd'hui).
Le densimètre électronique est généralement équipé d'un système de régulation de la température par effet Peltier afin d'assurer une température constante de l'échantillon au moment de la mesure.
Les récentes innovations techniques ont permis de développer des densimètres qui ne s'étalonnent que sur une seule température pour une utilisation à différentes températures, la viscosité de l'échantillon n'a plus d'influence sur la mesure de densité et la détection d'hétérogénéité ou bulles d'air permet d'effectuer des mesures sûres.

## Applications
Les densimètres sont utilisés pour la recherche et le développement, le contrôle qualité, les transactions commerciales dans les secteurs industriels suivants :
- pétrochimie : de nombreuses normes ASTM (ASTM D1250, D1475, D4052, D4806, D5002, D5798, D5931, ISO12185, ISO15212 ...) définissent l'utilisation de ce modèle de densimètre dans ce secteur ;
- pharmaceutique : méthode décrite dans le recueil de la pharmacopée Européenne ;
- boissons : détermination de la concentration du sucre ou du %Diet sur les boissons sucrées, aide à la fabrication de la bière, détermination du taux d'alcool dans les boissons alcoolisées ;
- chimie : la mesure de densité permet de connaître la concentration de nombreux produits chimiques comme : H2SO4, NaOH, HNO3, etc. ;
- cosmétiques : la production de produit cosmétique nécessite de nombreux contrôles à la fois sur les matières premières et sur les produits finis afin de respecter les exigences qualité très rigoureuses dans ce domaine.